# Модель Бертрана
Модель Бертрана или конкуренция по Бертрану — модель ценовой конкуренции на олигополистическом рынке, сформулированная французским математиком и экономистом Жозефом Бертраном в 1883 году.
Модель описывает поведение фирм на олигополистическом рынке, конкурирующих за счет изменения уровня цен на свою продукцию. Парадоксальный вывод модели — фирмы будут назначать цену, равную предельным издержкам, как и фирмы в условиях совершенной конкуренции — назван парадоксом Бертрана.

## Предположения модели
В модели приняты следующие предположения:
- На рынке имеется по меньшей мере две фирмы, производящие однородный продукт;
- Фирмы ведут себя некооперативно;
- Предельные издержки (MC) фирм одинаковы и постоянны;
- Функция спроса линейна;
- Фирмы конкурируют, устанавливая цену на свою продукцию, и выбирают её независимо и одновременно;
- После выбора цены фирмы производят объем товара, равный величине спроса на их продукцию;
- Если цены различны, потребители предъявляют спрос на более дешевый товар;
- Если цены одинаковы, приобретаются товары всех фирм в равных долях.
- Модель статична (рассматривается принятие решения в единичный момент времени).

Предположение о ценовой конкуренции означает, что фирмы могут легко изменять объем выпуска продукции, однако изменить цену после выбора очень трудно или невозможно.

## Равновесие в классической модели Бертрана
- MC = предельные издержки
- p1 = цена фирмы 1
- p2 = цена фирмы 2
- pM = монопольная цена

Оптимальная цена фирмы 1 зависит от её ожиданий относительно цены, назначаемой фирмой 2. Назначение своей цены немного ниже цены конкурента позволяет получить весь спрос потребителей D и максимизирует прибыль. Если фирма 1 ожидает, что фирма 2 будет устанавливать цену, не превышающую предельных издержек MC, то её наилучшим ответом является установление цены, равной предельным издержкам.
На диаграмме 1 показана функция наилучших ответов фирмы 1 p1’’(p2). Она показывает, что при p2 < MC фирма 1 устанавливает p1=MC. При p2 в интервале между MC и монопольной ценой pM фирма 1 назначает цену немного меньше p2. Наконец, если p2 выше pM, фирма 1 назначает монопольную цену p1=pM.
Так как функции издержек обеих фирм одинаковы, наилучший ответ фирмы 2 p2’’(p1) будет симметричным относительно диагонали I координатного угла. Функции наилучших ответов обеих фирм приведены на диаграмме 2.
Результатом выбора стратегий фирмами является равновесие Нэша, представляющее собой пару цен (p1, p2) от которых невыгодно отклоняться ни одной фирме. Оно может быть найдено как точка пересечения кривых наилучших ответов (точка N на диаграмме).
Видно, что в этой точке p1 = p2 = MC, т.е. обе фирмы устанавливают свои цены равными предельным издержкам.

## Выводы
Модель Бертрана имеет два разумных исхода:
- кооперативный, подразумевающий достижение фирмами соглашения, при котором они взимают монопольную цену и обслуживают каждый по половине спроса потребителей;
- конкурентный, при котором фирмы действуют некооперативно и устанавливают цену на уровне предельных издержек.

В несимметричном случае, когда одна из фирм имеет более низкие предельные издержки (например, при использовании лучшей технологии производства), она может устанавливать цену ниже предельных издержек конкурента и получить весь рынок. Это явление получило название "предельного ценообразования".